# 女神異聞録デビルサバイバー
『女神異聞録デビルサバイバー』（めがみいぶんろく デビルサバイバー、DEVIL SURVIVOR）は、2009年1月15日にアトラスより発売されたニンテンドーDS用ゲームソフト。2011年9月1日に発売されたニンテンドー3DS版『デビルサバイバー オーバークロック』（DEVIL SURVIVOR OVER CLOCK）についても説明する。

## ストーリー
従兄弟のナオヤに呼び出され、主人公は友人のアツロウとユズとともに渋谷に向かい、そこで多機能ゲーム機のCompを託された。さっそくCompを起動するが一部の機能にプロテクトがかかっており、ナオヤの一番弟子を自称するアツロウはプロテクトの解除に躍起になった。突然Compにメールが着信し、一同は内容を確認した。送信元は「ラプラスメール」となっており、今日の午後に殺人事件が起こることや夕方に大規模な停電が起こることをまるで天気予報のように淡々と予言していた。アツロウにプロテクトの解除を任せ、主人公とユズは表参道に行くと、ラプラスメールの予言通りに殺人事件が発生していた。不可思議な事態に当惑する中、アツロウからプロテクトを解除する方法がわかった旨の電話があり、三人は再び合流した。
Compのプロテクトを解除すると、突如プログラムの処理が実行され、「悪魔召喚プログラムを起動します」のメッセージとともに周囲は光に包まれた。それと同時にCompから悪魔が出現し、主人公たちに襲いかかった。辛くも勝利すると、主人公たちに従う旨のセリフを残して悪魔たちは消えて行った。
悪魔使いとなった主人公たちはその後、自衛隊による山手線円内の封鎖や悪魔による民間人の虐殺、限界状態の中での人々同士の争いを目の当たりにする。主人公たちは封鎖された街から無事に帰還できるのだろうか。

## システム
女神転生シリーズでは『魔神転生』シリーズ以来となるシミュレーションRPGである。
DS版「デビルサバイバー」のシステムを記述し、3DS版「デビルサバイバー オーバークロック」は以降はOCと記述する。
戦闘システム
チーム編成
3人で1チームを構成し、最大4チームまで出撃できる。チーム内は人間をリーダーとして2体の悪魔を使役できる。
主人公は常に強制出撃だが、戦闘によっては他のキャラが強制出撃となる場合もある。
行動力ゲージ
各チームが次の行動ができるようになるのは、リーダーの行動力によって決定される。行動力ゲージはそのチームの各行動によって増加し、そのチームのターンが終了した後は時間経過によって減少し、ゲージが0になれば行動可能になる。相手から攻撃を受けた場合、防御側も行動力ゲージが上昇するため、集中攻撃を受けると行動順序が遅くなる。また、種族スキルの影響でも増減する。
各種行動
各チームはターンが回るごとに移動・攻撃・個別行動を1回ずつ行える（例外あり）。
個別行動はチームを構成しているメンバーごとに実行できる行動で、習得している回復系スキルの他、人間なら召喚、悪魔なら帰還を実行できる。また、種族によっては種族スキル（後述）も使用可能。
行動には射程があり、その範囲内に対してしか行えない。
エクストラターン
戦闘で条件を満たすと各キャラクターに対して個別にEXTRAターンが発生する。通常ターンが終了した後、もう一度行動できる。同様に敵も条件を満たすとEXTRAターンが発生する。例外として、一部の種族はデメリットにより絶対に発生しない。
マッカボーナス
ノーダメージで撃破したり、攻撃がクリティカルになったり有利な戦い方をすると、マッカの入手金額が増加する。逆に弱点を突かれたり、味方が倒されたり不利な戦い方をすると減少する。
マグネタイトボーナス
マッカボーナスと同様に有利な戦い方をするとマグネタイトパワーが貯まり、最大になるとマグネタイトボーナスが発生しスキルクラック（後述）で取得したコマンドスキルをチーム内の悪魔に習得させることができる。マグネタイトボーナス発生後はマグネタイトパワーが0に戻り、再び最大まで貯まると再度マグネタイトボーナスが発生する。

仲魔システム
従来シリーズの会話交渉システムを完全に撤廃され、デビオク（後述）でのみ仲魔を増やせるようになった。
デビルサバイバーシリーズでは、limitedと表示された悪魔以外は同一悪魔であってもストックに空きがある限り、何体でも仲魔にできる。
武器や防具など装備品、消費品等のアイテムは一切存在しないため、マッカは全て悪魔召喚に費やす。
種族スキル
各悪魔は種族ごとに固有のスキルを持つ。例外は精霊・御霊で、これらは種族スキルを持たない。人間は種族スキルが使用できない代わりに先制発動スキルをセットできる。
種族スキルは個別行動時に使用する能動タイプと移動・戦闘中に自動で発動する受動タイプとがある。能動タイプはHPまたはSPを消費する必要がある他、一部の受動タイプはデメリットがある。
ベル神などのボス悪魔はいかなる種族とも異なる固有スキルを有している。
デビオク
デビルオークションの略。悪魔が自らを商品として出品しているネットオークション。通貨はマッカ。落札者には、その悪魔と契約する権利を得られる。オークションであり、他にも参加者が存在している。オークション開始時に即決金額（最低額の3倍）を支払うと即入手できる。オークションは一度撃破した悪魔しか出品されない。
出品される悪魔は強さが★で表され、1～5の幅で変化する。★の数によって初期スキル・初期ステータス・落札最低額が増減する。例えば幼獣モスマンの自動効果スキルについて、★3は「食いしばり」のみだが、★4は「食いしばり」と本来習得しない「吸収追加」を覚えている。出品される悪魔はセーブデータをロードすることで更新される。
悪魔を落札し続けるとオークションでの主人公の評価が上昇し、評価が一定値に達すると上位ランクのオークションに参加できるようになる。ランクはノーマル→ゴールド→プラチナ→アングラの順に上がる。
稀にアクシデントが発生し、落札金額が増減したり、落札した悪魔が別の悪魔に変化したりする。
邪教の館.exe
悪魔同士を合体するプログラムであり、合体により別の悪魔を作成できる。女神転生シリーズとは異なりデビルサバイバーシリーズでは2身合体のみ行える。合体方法は素材悪魔を選択し合体後の悪魔を表示する通常の2身合体と、合体後の悪魔から組み合わせを逆引きする「検索合体」の2種類がある。
合体時に各悪魔ごとに固有のセリフが用意されている。
マルチエンディング
女神転生シリーズと同様に複数のエンディングが用意されている。各エンディングへのルートに突入するための条件を満たしていると、封鎖6日目の夜に各キャラクターからメールがあり、そのキャラクターの思想に同調することで各ルートに突入できる。ルートによって戦う敵も異なる。
スキルクラック
戦闘開始時に「スキルクラック」として敵が所持するスキルを指定することで、その敵を指定した人間のチームが撃破するとそのスキルを習得できる。ただし、各スキルには装備条件があり、それを満たしていないと装備できない。一度習得したスキルは装備条件を満たしていれば仲間内で自由にセットできる。ただし、一つのスキルを複数の仲間に同時にセットすることはできない。
ラプラスメール
主人公達に毎朝配信される謎のメール。その日に起こる事件などが予言されている。多くて3つ程度しか通知されないため、他に重要事件が起きる場合もある。
予言は数多の事象から発生率が一番高い事象が選択されているため、行動次第で運命を変えられる。また、運命の変動幅が大きくなると文面が乱れるようになる。
余命表示システム
COMP所持者（複数名でグループを組んでいる場合、リーダーのみ）が見ることができる。
9日以内に死亡する者の頭上に余命の残り日数が数字で表示される。余命が10日以上ある者は数字が表示されない。余命は予測結果でしかないため、本人の行動などにより増減する。
悪魔全書
OC版での追加要素。他シリーズでの悪魔全書と同様に、予め悪魔全書に登録した悪魔をマッカ消費によって召喚することができる。これにより手間をかけて育てた悪魔をマッカさえ支払えばいつでも召喚できるようになった。また、うまく活用すれば悪魔合体がやりやすくなる。例えば、「真・全門耐性」は一部の悪魔しか習得しないレアスキルだが、「真・全門耐性」を習得した妖精ピクシーを悪魔全書に登録すれば手間なく安価で召喚でき、他の悪魔に継承させることができる。
サバイバーズアワード
OC版での追加要素。各ルート（8日目含む）のクリアや隠しイベントの発生をさせる、特定の人物の死を防ぐ、隠しボスを撃破するなど、各項目（勲章）に記載された達成条件を満たすことでポイントを獲得できる。周回プレイを開始する時に、各引き継ぎ要素とそれに要するポイントが表示され、所持しているポイントの範囲内で引き継ぎ要素を任意で選択できる。例えば、「仲魔1体と再契約（10ポイント）」の項目を選択すれば、次周に前周の仲魔1体をそのまま引き継ぐことができる。
この勲章は一度入手すれば周回プレイを続ける限り、入手状態を維持できる。例えば、1周目でフリーバトル0（フリーバトルを一度もせずにゲームクリアする）を入手している場合、2周目でフリーバトルを行っても3周目はフリーバトル0を入手した状態で開始される。
これまで入手した勲章は2周目以降であれば、プレイ中にコンフィグ画面で確認できる。

## 登場人物
声優表記は「ドラマCD版 / ニンテンドー3DS版」。1つしか記載されていない箇所は、特記ない限りニンテンドー3DS版とする。

### 主要人物
主人公
声 - 水島大宙（ドラマCD版）
男性 / 生年月日 - 不明 / 星座 - 不明 / 身長 - 175cm / 体重 - 59kg / 血液型 - 不明
本作の主人公。高校二年生である17歳の少年。猫耳のようなヘッドホンを装着している。
口下手なのか寡黙なのか、選択肢以外は自身は喋らずアツロウやユズに話させることが多い。
どこにでもいる普通の高校生だったが、封鎖に巻き込まれたことをきっかけに悪魔使いになる。とある因子を持っており、主人公の決断が世界の命運を分けることになり、プレイヤーの選択によって「救世主」「魔王」「一般人」のどどれにでもなれる。

アツロウ / 木原 篤郎（キハラ アツロウ）
声 - 阿部敦 / 同左
男性 / 生年月日 - 6月11日 / 星座 - 双子座 / 身長 - 174cm / 体重 - 56kg / 血液型 - B型
ハンドルネームは「AT-LOW」。高校二年生であり、主人公の親友でもある17歳の少年。
両親は海外におり、一人っ子。コンピュータ関係に詳しいPCヲタクでプログラム作成やプロテクト解除やハッキングなどの技能を持つ。
主人公に会う以前からネットを通じてナオヤと知り合っており、天才プログラマーであるナオヤの一番弟子を自称するが、ルートによってはナオヤ本人に認められる場面もある。
以前はネット上でしか友人を作れず、中学時代にイジメを受けていたところをケイスケに助けられ、そこから親友になる。
全ルートで主人公とともに最後までいる仲間でもあり、物語の結末を左右する思想を持つ人物の一人であり、「元の世界を取り戻しつつ、悪魔の力を日本のために役立てる」という考えを持つようになる。

ユズ / 谷川 柚子（タニカワ ユズ）
声 - 茅原実里 / 川澄綾子
女性 / 生年月日 - 4月16日 / 星座 - 牡羊座 / 身長 - 159cm / 体重 - 不明 / 血液型 - O型
ハンドルネームは「YUZ」。高校二年生であり、主人公の幼馴染でもある17歳の少女。
柚（ユズ）と袖（ソデ）の字が似ているという理由でアツロウから「ソデコ」というあだ名をつけられており、それが広まりすぎて教師からも本名だと思われている。ロックバンド"DIVA"およびそのボーカル“ハル”のファン。
カイドーやヤクザに凄まれても平気で言い返すほど気が強いが、普通の高校生に変わりはなく、主人公やアツロウの前では弱気な面も見せ、主人公に対しては好意もあるようでハルやミドリなどの女性陣が主人公と親しくなるのを快く思っていない模様。
物語の結末を左右する思想を持つ人物の一人であり、「自分たちだけでも封鎖内から脱出する」という考えを持つようになる。

ケイスケ / 高城 圭介（タカギ ケイスケ）
声 - 成瀬誠 / 梶裕貴
男性 / 生年月日 - 5月2日 / 星座 - 牡牛座 / 身長 - 171cm / 体重 - 52kg / 血液型 - A型
ハンドルネームは「K-T」。17歳の高校2年生で頭脳明晰な少年。
アツロウとは中学時代の友人で、いじめられていたアツロウを助けて救った友人かつ恩人。また、翠をひとつ年下の妹の姿を彼女に重ね見て色々気遣っている。
かつては正義感が強く快活な性格だったが、現在はその覇気を失っており弱々しい印象すら受ける。普段は温厚で物静かだが、悪を憎む心は強く、特に「恩を仇で返す」人間に対しては殺意をも露わにする。
現在の性格になったのは高校で虐められていた人物を助けたが、代わりに自分が虐めのターゲットになった上に助けた人物からも虐められるという裏切り行為によって心を痛めた為。
翠を悪魔から助けた縁で、護身用にCompを持たせて悪魔使いになれるよう初回契約での戦闘をサポートしたが、翠が悪魔をひけらかしながら人助けをするようになり、悪魔を快く思わない一部の人間から翠が狙われるようになる。助けた民間人によって翠が殺害されることをラプラスメールによって知ったケイスケは、自らの境遇に重ね激怒し、主人公たちのパーティから離脱した。
その後、「悪人を排除した正しき世界を作りたい。」という強い願望によって閻魔大王こと魔神ヤマを呼び出し、ヤマと共に悪人に誅殺していった。しかし、ダイモンズのメンバーに対しても裁きを下したことでリーダーのカイドーから狙われるようになり、ラプラスメールにも彼の死を予言される。
主人公の行動によっては、独りよがりの裁きであったことに気付きパーティに再加入したり、カイドーによる報復で死亡したりする。

ミドリ / 小牧 翠（コマキ ミドリ）
声 - 阿澄佳奈 / 伊瀬茉莉也
女性 / 生年月日 - 7月18日 / 星座 - 蟹座 / 身長 - 162cm / 体重 - 不明 / 血液型 - O型
ハンドルネームは「DORRY」。「ドリー」の名で親しまれる中学3年生である15歳の少女。
ネットアイドルであり、様々なコスプレ姿と飾らない性格が男女問わず人気になっている。
亡き父親との約束から強くヒーローに憧れており、正義感が非常に強い性格をしている。
悪魔使いになった後はヒーローを気取り、悪魔をひけらかしながら民間人を悪魔から助けるようになる。しかし、民間人は敵悪魔と味方悪魔の判別がつかず悪魔召喚プログラムを悪用する者もいるため、民間人の恐怖心を過剰に煽ってしまい、かつての魔女狩りのように暴徒と化した民間人に追われ殺されかける。
後に主人公たちによって暴徒から救出され諭されてからは考えを改め、パーティに加入する。しかし、主人公の考えが己の掲げる正義と大きく離れる場合はパーティから離反する。
契約していない悪魔と意思疎通できるという才能を持ち、ミドリに倒されその思想に影響された妖精ジャックフロストはミドリの教えを胸に修行の旅に出る。

アマネ / 九頭竜 天音（クズリュウ アマネ）
声 - 鹿野優以 / 能登麻美子
女性 / 生年月日 - 5月20日 / 星座 - 牡牛座 / 身長 - 153cm / 体重 - 38kg / 血液型 - A型
ハンドルネームは「AMANE」。翔門会の巫女であり、教祖の一人娘で16歳。教団のシンボルである大きな青い花のカチューシャとオレンジの巫女服が特徴。
幼い頃から神魔の声を聞く力があり、義務教育が終了してから教団に入会し、巫女として教育を受けてきた。若年ながら高いカリスマ性を持ち、神秘的な雰囲気を身にまとっている。巫女として感情を表に出さないよう教えられてきたが、主人公と接することで感情が表れてくる自分に戸惑いを覚える。
父親の崇めるベル・ベリトの配下であるイザ・ベルに寄生され、その力で四天王の一角であるジコクテンを倒し、その後は天使レミエルにも憑依される。
物語の結末を左右する思想を持つ人物の一人であり、人間が「東京封鎖」という神の与えた試練を乗り越え、「神を信仰する世界を作る」という考えを持つようになる。
なお、元々は父親と同様に「神に管理されない人間の世界を作る」思想を持っていたが、レミエルに憑依されたことでLAW寄りの現在の思想になる。
また、ルートによってはレミエルがアマネの身体から去り、「神に管理されない人間の世界を作る」思想を取り戻し、主人公たちに協力する。

ナオヤ / 直哉（ナオヤ）
声 - 神谷浩史 / 谷山紀章
男性 / 生年月日 - 10月29日 / 星座 - 蠍座 / 身長 - 182cm / 体重 - 65kg / 血液型 - A型
ハンドルネームは「NAOYA」。主人公の従兄であり、天才プログラマーでもある24歳の青年。
数年前まで主人公と同居しており、実兄のような存在である。真夏だが緑色の半纏を常に羽織っている。幼い頃に両親を事故で亡くしている。
傍若無人な性格をしており、主人公に対しても厳しい態度をとるが端々に愛情を見せている。普段は冷静かつ冷徹だが、ときおり神や天使に対して深い憎しみと激しい怒りを露わにする。
その正体はアダムとイヴの息子であるカイン。神話の時代に弟のア・ベルを殺害した咎から農作物を作れなくなる他、罪の懺悔を悟るまで記憶を保ったまま永遠に転生し続ける呪いを神にかけられた。それゆえ神に対して強い憎しみを抱くようになったが、作中ではこれらの罰よりも、愛する弟を自分の手で殺害するように仕向けたことに憤慨している様子が見られる。これは、神話時代に神がカインとア・ベルに対して血を供物に捧げるよう要求したが、農業者の彼にとって不可能な要求であり、その無理難題に対して彼がどのような行動をとるかを神が試したためである。
物語の結末を左右する思想を持つ人物の一人であり、「神を打倒し、力が全ての世界を作る」という考えを持つ。
ちなみに、民間人の中で事件の真相を知る唯一の人物だが、自身の思想を主人公に強要することはなく、悪魔召喚プログラムやラプラスメールを与えるなど、主人公への愛情のような想いが垣間見える。

カイドー / 二階堂 征志（ニカイドウ タダシ）
声 - 伊藤健太郎 / 間宮康弘
男性 / 生年月日 - 8月9日 / 星座 - 獅子座 / 身長 - 180cm / 体重 - 70kg / 血液型 - O型
ハンドルネームは「ニカイドウ」。渋谷の不良チーム「渋谷ダイモンズ」のリーダーである19歳の少年。
見た目や話し方は典型的なチンピラだが人当たりはそれほど悪くなく、一度受けた恩は忘れない男。だが売られた喧嘩は誰であろうと買う主義であり、相手が戦意喪失しても容赦はせず、場合によっては命を奪うことも躊躇しない。
元々のリーダーは兄だったが、封鎖の半年前に起こった殺人事件で死亡したためリーダーを継いだ。しかし、自身は個々の力を重んじる一匹狼の気質であり、ダイモンズのメンバーがケイスケに誅殺された際に「やられたメンバーはクズだが、チームのメンツを保つために報復する必要があり非常面倒だ」と主人公に洩らす。
後に主人公とのゲームで敗北しそうになり、誰にも負けない力が欲しいという強く願ったことでパズスを呼び出した。
なお、マリに好意を寄せているが、マリからは元恋人の弟としか見られておらず、主人公にアドバイスを求めてくる場面がある。
物語の結末を左右する思想を持つ人物の一人であり、「神を打倒し、力が全ての世界を作る」という考えを持つようになる。

マリ / 望月 麻里（モチヅキ マリ）
声 - 河原木志穂
女性 / 生年月日 - 2月14日 / 星座 - 水瓶座 / 身長 - 162cm / 体重 - 不明 / 血液型 - AB型
小学校の養護教諭。23歳。アツロウが中学生の頃に家庭教師をやっていた。カイドーとは幼馴染で彼の兄とは恋人同士だったが、封鎖の半年前に発生した吸血鬼事件で亡くし、犯人への復讐を心に決めている。
カイドーの好意に気付いている節があり、巻き込まないために一人で仇を討とうとする。のちに強い復讐願望から幻魔クルースニクを呼び出し、事件の犯人が彼の宿敵の吸血鬼クドラクであることを知る。クドラクは白い羊膜を飲んだ直後の人間が倒さないとより強大な力を得て復活するため、マリ単独では力が及ばず惨殺されることがラプラスメールによって予言される。
主人公たちの助力のもとクドラクを完全消滅させると、のちに恩返しとしてパーティに加入する。

ジン / 神谷 詠司（カミヤ エイジ）
声 - 小西克幸 / 同左
男性 / 生年月日 - 11月24日 / 星座 - 射手座 / 身長 - 187cm / 体重 - 78kg / 血液型 - A型
ハンドルネームは「GIN」。表参道にあるバー「エイジ」を経営する男性。25歳。
「D-VA」の前ボーカルであるアヤとは恋人同士であり、ハルの保護者的存在でもある。アヤが失踪した後は空虚感に支配されるも探しに奔走する。
落ち着きのある大人の男性であり、カイドーやハルなど様々な人間から慕われる人物だが、本気で怒った時の迫力は他を圧倒するほどである。
物語の結末を左右する思想を持つ人物の一人であり、アヤが好きだった「元の世界を取り戻し、悪魔の完全に消滅させる」という考えを持つようになる。

ハル / 春沢 芳野（ハルサワ ヨシノ）
声 - 皆川純子 / 同左
女性 / 生年月日 - 1月19日 / 星座 - 山羊座 / 身長 - 160cm / 体重 - 40kg / 血液型 - A型
ハンドルネームは「HAL」。インディーズバンド「D-VA」のボーカルを務めていた女性であり、バンド休止後はソロ活動をしている。20歳。
普段はクールに振舞っているが、幼い頃に両親が蒸発して親戚中をたらい回しにされ、その中で遺産相続のいがみ合いなどを見てきたことで、自虐的な思考を持つようになり生への執着をなくしているが、希死念慮を抱えているようにも映る。
バンドの前任のボーカルであるアヤから預かったシーケンサーを使用することで悪魔を召喚できるが、作中ではシーケンサーが電池切れで充電もできないため戦えない。しかし、彼女の歌には不思議な力があり、ベル・イアルにその力を付け狙われるようになる。
封鎖以前からシーケンサーで悪魔を召喚できたため、封鎖による悪魔の出現は自分のせいだと思い込み自殺することをラプラスメールによって予言される。

イヅナ / 飯綱 ミサキ（イヅナ ミサキ）
声 - 本田貴子
政府の派遣した特殊部隊「STF」の女性隊員。26歳。
自衛隊、警察、消防の指揮権を持ち、自衛隊としては一尉の階級を持っている。また、一般には知られていない政府の機密情報を把握している。
任務には忠実だが、国民に銃を向ける事には胸を痛めており、事態収拾のため主人公達に協力を求める。そのために命を捨てる覚悟があり、後にCOMPを入手して悪魔と契約する。これにより彼女自身も封鎖内から出られなくなる。

ジャアクフロスト
妖精ジャックフロストが鍛錬の結果、強大な力を手に入れた姿。種族は「妖精」から「まじん」に変化している。愛称は「ジャア君」。
特定のイベントを発生させることで終盤にパーティに加入する。Compで召喚される悪魔とは異なり、人間と同様にチームのリーダーとなり、クラックしたスキルも装備できる。
ミドリの教えを継いでおり、敵と対峙すると「てんばつてきめん」と喋る。
ちなみに続編『デビルサバイバー2』でもボスキャラクターとして登場するが、本人曰く別人であり、「ジャア君」と声を掛けると「他人の味噌煮」と言われる。

ホンダ / 本多 保行（ホンダ ヤスユキ）
声 - 津田健次郎
ハンドルネームは「YASPON」。会社員の男性。29歳。
落ち着いた大人のような素振りを見せるが、カイドーと一緒に民間人に復讐を仕掛けたり、強引に封鎖をしようとしたりする過激な部分もある。
封鎖外にある病院に重病で手術を目前にしている息子がおり、なんとしても脱出しようとする。手術には多額の費用がかかり、封鎖内で意味深な行動を取る様子が垣間見える。また、作中で息子が亡くなったのを知らされるシーンもある。
神話や伝承に詳しく、カイドーが強い想いによって邪神パズスを召喚した際にパズスが風と熱風の悪霊であり、上位の悪魔であることを口にする。
なお、ルートによって運命が大きく変化するキャラクターであり、神話の知識が主人公たちを救ったり、邪神に魂を売り不死身になって主人公たちと対峙したりする。

### 主要人物の関係者
九頭竜（クズリュウ）
声 - 御園行洋
翔門会の教祖であり、アマネの父親。傍目には狂人。
過去幾度となく繰り返された「神の試練」による人間の虐殺を回避すべく、「神に管理されない人間の世界を作る」ことを目指している。
翔門会を設立し神を打倒しうる存在として「ベル・ベリト」を主上として崇め、ナオヤからは「本気で人類を救おうとしていた」と言われている。
ルートによってはベル・ベリト降臨の生贄となって死亡したり、改造Compを配布し世を乱した主犯格として逮捕されたりする。

アズマ / 東間（アズマ）
声 - 樋口智透
翔門会の幹部である男。オールバックで冷たい顔をしている。
常に敬語口調で喋り紳士な態度を見せているが、裏では改造COMPを売り捌いて利益を得るという腹黒い一面を持つ。
また、翔門会の周辺を嗅ぎ回るジンをリンチしようとするが敗北し、ジンに凄まれると必死で命乞いする一面もある。
ルートによっては改心し、翔門会のために尽くすようになる。

伏見（フシミ）
声 - 斧アツシ
STFの一員であり、イヅナの上官でもある。自衛隊での階級は三佐。
厳格な性格であり、民間人である主人公達に協力を求める彼女の姿勢に対して懐疑的な態度を見せる。
任務には忠実だが本心では封鎖内の人間を救いたいと考えており、イヅナと共に事態を収拾するため奔走する。
自分の責任で主人公たち民間人に国家機密の提供を許可したり、封鎖内の人間の虐殺を遅らせるよう政府と交渉したり、悪魔に襲われる民間人を助けたり、善人であり苦労人であることが垣間見える。

ショウジ / 東海林（ショウジ）
声 - 渡辺明乃
ジャーナリストの女性。凛とした顔立ちをしている。情報収集力は高い。
封鎖内で取材活動を行っているが、英語混じりや時代遅れ（しかも昭和）の言葉遣いが節々にある。その言動を聞いたナオヤからは「友人は選んだ方が良い」と言われるほどである。
過去に先輩が国家機密を知ったことで暗殺されており、封鎖の真相を突き止めたいという気持ちは人一倍強い。

### その他の人物
10-BIT
アツロウのチャット仲間の一人。本名は不明。
ショウジの先輩から託されたファイルによって国家機密を知ってしまったことで追われる身になり、行方不明になったことを彼に心配されていた。
封鎖内で再会を果たすが既に致命傷を負っており、極秘データが保存されたCOMPを託して息絶える。

アヤ
「D－VA」の元ボーカルにしてキーボーディストであり、ジンの恋人。封鎖前から既に行方不明になっている。
ハルの才能を見い出し、シーケンサーを託して「D－VA」のボーカルから退いた。また、ハルと同様に歌で悪魔を呼び出す力があり、その力に着目した翔門会に招致され、改造Compの開発に寄与した。

遊び人風の男 / ロキ
声 - 高橋広樹 / うえだゆうじ
封鎖での混乱の中でも軽薄な態度を崩さない男。封鎖の中にいるにも関わらず余命表示がない。
封鎖の真相を知っているような節があり、度々主人公たちの前に現れては問題のヒントとなるような情報を与えて去っていく。6日目の夜に主人公が選択する5つのルートについて解説してくれる。選択したルートによっては本性を現し主人公たちと対峙する。
なお、ナオヤは彼の正体がロキである事を知っており、主人公への入れ知恵を毛嫌いする。

メタトロン
巨大で無機的な姿を持つ天使。「小唯一神」とも言われ、唯一神に最も近い強大な力を持つ。
エンディング後に差出人が「M」となっているメッセージがCOMPに届くが、彼のことである。
また、OC版では特定のルートで最終ボスとして立ちふさがる。

### ベル神
「ベル」というのはアッカド語で「主」という意味。
もともと一体だったが、今の神に倒され魔界に追放、余りの力の強さに分裂した存在。
ベル・デル
別名「バルドル」であり、通称「不死の者」。3日目に登場する。
その名の通り不死身であり、ほぼ全ての攻撃が効かず、物理攻撃はもちろんのこと万能魔法ですらダメージを与えられない。初めて遭遇した時はあらゆる攻撃が効かず撤退を余儀なくされる。
トリックスターの入れ知恵もあり、主人公たちは神話や伝承を調べ上げ、彼を傷付けることができるただ一つのものがあることを知る。
戦闘ではマップ兵器「吸血瘴気」を使用する。これは魔力属性で味方全員のHPを吸収し、自身をHPを回復する効果を持つ。

ベル・イアル
別名「ベリアル」であり、通称「聖なる邪炎」。6日目に登場する。赤いトカゲの怪人みのある姿をしている。
ハルの歌の力を狙って出現しており、ハルを護りながらの戦いになる。
戦闘ではマップ兵器「聖なる邪炎」を使用する。これは火炎属性でハルを含む味方全員にダメージを与える効果を持つ。また、体力が減ると「ソドムの業火」で更に全体攻撃してくる。

イザ・ベル
別名「イゼベル」であり、通称「灼熱の花」。7日目に登場する。薔薇のような姿をしている。
ベル神の中では唯一の女性型悪魔である。アマネに寄生しているため、アマネの精神内に赴いてから対峙する。
両者はリンクした状態であり、イザ・ベルを攻撃するとアマネもダメージを受ける。また、自身のHPが減少すると、「マインドアマネ」という敵を生成し、けしかけてくる。

ベル・ゼブブ
別名「蝿の王」であり、通称「闇の右腕」。7日目に登場する。
射程6という驚異的な攻撃範囲を持つ。「産卵」という特殊能力を持ち、主人公たちどころか配下の悪魔にまでも卵を産み付け、孵化とともにダメージを与えつつ「ゼブブの子」という敵を新たに誕生させる。
とある大魔王に仕えており、ベルゼブブ自身はベル神の王位争奪戦に興味はないものの、ベル・ベリトに協力するよう指示されている。状況によっては、ベルゼブブ撃破後に主たる大魔王と相まみえることができる。

ベル・ベリト
フェニキアの契約神である「バールベリト」であり、通称「荒ぶる神」。7日目に登場する。雷の神でもある。
蜘蛛の足が生えた肉塊のような外見をしているが、所々に別のベル神と思しき悪魔（バール、ベルフェゴール、バエル）が見える。
上記の姿は残存するベル神の中では最も多くのベル神を吸収しているためで、争奪戦における優勝候補といえる存在。
「射程無限」という反則的な能力を持つ上にベリトのいる祭壇への道は切り離されており、たどり着くには仕掛けを作動させる必要がある。
なお、7日目に天使たちが封鎖内に放とうとしていた「神の雷」はベリトに吸収されてしまうため、天使たちは二の足を踏んでいる。

バ・ベル
「王の門」というベルの王への最終試練。悪魔召喚サーバと一体化している。
第一形態は巨大な塔に人間の顔が浮かびあがった姿であり、第二形態は塔の外殻が剥がれ目がいくつも表出した不気味な姿になる。
なお、人の顔の部分は進むルートによって異なる。

ア・ベル
通称「神の子」。作中には登場せず、ストーリーの根幹をなす重要な存在である。
兄であるカインの手により、人類初の殺人の犠牲者となる。

## 用語
東京封鎖
主人公達が巻き込まれる事件。政府による実力封鎖そのもののみを指す場合もあるが、悪魔の出現、ライフラインの断絶、人々の暴動などの一連の事件の総称として用いられていることが多い。
ストーリー前半では、現実的な災害もしくは人災といった色彩が強く、主人公達もただ封鎖から脱出するために行動するが、後半で封鎖の真相やその背後に存在する神や悪魔の意思が明らかになるにつれて、思想的・宗教的な色彩を帯びた戦いとして描かれるようになる。

COMP
女神転生シリーズでは悪魔召喚プログラムがインストールされたコンピュータとしての一般名称だが、今作では「コミュニケーションプレイヤー（Communication Player）」の略称であり、本来はニンテンドーDS（OCでは3DS）に似た形状のメール・ブラウザ機能を持った携帯ゲーム機に悪魔召喚プログラムがインストールされた改造COMPの事を指す。
翔門会によって量産されており、結構な数が出回っている。主人公たち3人のCOMPだけは前述のラプラスメールを受信する機能を有している。

悪魔
女神転生シリーズに登場する、伝承上の存在。普段は人間界に隣接する魔界に存在しており、儀式等により人間界に出現する。女神や魔神といった上位存在もすべて含めた呼称。
COMPによって召喚されたものと、異変の影響で人間界に自力で出現した悪魔の2通りが存在している。

マッカ
魔貨。本作では主にデビオクで悪魔を落札する時に使用される。シリーズで共通して使われるマークはhに横線が入ったもの。

翔門会
アマネの父を教祖とする宗教団体。シンボルは青い花。

ベル神
かつて神に戦いを挑んで敗れた「ベル」の欠片である悪魔達。ベルの力が強大すぎたため、魔界に落ちた際に個々が自我を持ったことで個別に悪魔として確立された。

## 主題歌
DS版OP「Reset」
歌 - 石原彩
オーバークロックOP「Soul Survive」
歌 - 皆川純子

## スタッフ
- キャラクターデザイン：ヤスダスズヒト
- 悪魔デザイン：金子一馬
- サウンドコンポーザー：浅野孝已、土屋憲一、喜多條敦志、小塚良太

## デビルサバイバー オーバークロック
新要素などが追加されたアップグレード版。ストーリー全編に渡ってフルボイス化されている。
- 一部のルートに続編ストーリー「8日目」の追加。
- 新規悪魔と新規スキルの追加。
- マッカを支払うことで登録した悪魔を呼び出せる「悪魔全書」の追加。
- 難易度「EASY」の追加。
- セーブスロットの追加。
- 勲章システム「サバイバーズアワード」の追加。
- コンフィグメニューの追加。
- 2周目以降の隠しボスの追加。

## ドラマCD版
ドラマCD 女神異聞録デビルサバイバー
フロンティアワークス / 2009年8月26日発売
ゲームのストーリーをダイジェスト風にまとめたドラマCD。終盤近くまでのストーリーが描かれており、プロローグ以前の主人公、アツロウ、ユズ、ナオヤの様子が追加されている。

## 漫画版
デビルサバイバー オーバークロックG
作者はおおわき正義。『コロコロG』2011年夏号に読み切りで掲載された。
デビルサバイバー
作者は松葉サトル。『月刊少年シリウス』2012年7月号から2016年4月号まで連載。
1. 2013年4月9日発売 ISBN 978-4-06-376398-0
2. 2013年6月7日発売 ISBN 978-4-06-376408-6
3. 2013年11月8日発売 ISBN 978-4-06-376431-4
4. 2014年7月9日発売 ISBN 978-4-06-376478-9
5. 2015年1月9日発売 ISBN 978-4-06-376518-2
6. 2015年9月9日発売 ISBN 978-4-06-376570-0
7. 2016年4月8日発売 ISBN 978-4-06-390620-2
8. 2016年4月8日発売 ISBN 978-4-06-390621-9

## 小説版
本作のアンソロジーとして、2009年7月から小説化された。ゲームストーリー上の日常風景を描いている。イラストは異識/nino/やと/まつざき雄嵩が担当している。
アトラス（原作）、ハーヴェスト出版〈みのり文庫〉、既刊2冊
- 『女神異聞録デビルサバイバー アンソロジーノベル Vol.1』、海法紀光/高平鳴海/村田治（著）、2009年7月15日発行（2009年8月15日発売[13]）、ISBN 978-4-434-13307-7
- 『女神異聞録デビルサバイバー アンソロジーノベル Vol.2』、海法紀光/七門/村田治（著）、2009年8月15日発行（2009年9月15日発売[13]）、ISBN 978-4-434-13401-2